# منشائو
منشائو (به لاتین: Meneshau) یک منطقهٔ مسکونی در روسیه است که در استان آستراخان واقع شده‌است.